# The Likes of Us
The Likes of Us ist ein Musical aus dem Jahre 1965. Es ist das erste Werk des höchst erfolgreichen Musical-Teams Andrew Lloyd Webber (Musik) / Tim Rice (Texte).
Trotz großer Pläne (Premiere in Oxford, Dublin oder gar am Londoner West End) gelang es zunächst nicht, eine Produktion des Stückes zu realisieren. Erst zu seinem 40-jährigen Jubiläum fand das Werk am 12. Juli 2005 seine Welturaufführung in Andrew Lloyd Webber’s Mermaid Theatre in Sydmonton, England – wenn auch in leicht geänderter Fassung und mit einem neuen Song, This Is My Time. Diese Show, in der Tim Rice selbst die Rolle des Auktionärs übernahm, wurde aufgezeichnet und im Radio ausgestrahlt sowie auf einer Doppel-CD veröffentlicht.
The Likes of Us handelt von dem Leben des englischen Arztes, Wohltäters und Kinderfreundes Thomas John Barnardo (1845-1905). Das Stück ähnelt in Thematik, Stil und Besetzung dem zur Zeit seiner Entstehung sehr erfolgreichen Musical Oliver! von Lionel Bart (1960).